# Tomislav Puljić
Tomislav Puljić (* 21. März 1983 in Zadar) ist ein kroatischer Fußballspieler.

## Karriere
Tomislav Puljić wechselte im Sommer 2010 vom kroatischen Verein Lokomotiva Zagreb zum FC Luzern. Der Verteidiger etablierte sich schnell als Stammspieler und spielte in der Hinrunde der Saison 2010/11 18 Spiele für den FC Luzern. Dabei gelangen dem äußerst kopfballstarken Verteidiger drei Tore. Am 14. Januar 2011 wurde bekannt, dass Puljićs Vertrag bis 2014 verlängert wird.
Im Sommer 2014 wurde sein Vertrag nicht mehr verlängert, er kehrte nach Kroatien zurück und trainierte mit einem Privattrainer.
Er kehrte im Januar 2015 zum FC Luzern zurück und unterzeichnete einen Vertrag der sich nach dem Ligaerhalt Ende Saison automatisch um ein Jahr bis Ende Juni 2016 verlängerte. Dabei traf er gleich mit dem Kopf beim ersten Spiel nach seiner Rückkehr am 7. Februar 2015 gegen den BSC Young Boys kurz vor Schluss zum vielumjubelten Ausgleich.
Im Februar 2017 wurde bekannt, dass Puljić Luzern verlassen musste und er ging weiter zum FC Vaduz.
Im Sommer 2019 wechselte Puljić zum FC Emmenbrücke.

## Erfolge
- Liechtensteiner Pokalsieger: 2018, 2019